# Christian von Arnim
Ernst Wilhelm Christian von Arnim (* 12. Februar 1800 in Elbing; † 17. Dezember 1852 in Kopenhagen) war ein deutscher Landrat und Politiker.

## Leben
Von Arnim war der Sohn des Hauptmanns Johann Christian Georg von Arnim und dessen Ehefrau Auguste Henriette Charlotte von Sydow. Arnim, der evangelischer Konfession war, heiratete am 5. Mai 1826 in Speck in Mecklenburg Nathalie Josephine Fiederike von Baczko (* 31. Januar 1805 in Berlin; † 14. Oktober 1867 in Königsberg), die Tochter des Generalmajors Joseph Theodor Sigismund von Baczko.
Von Arnim wurde Leutnant und Adjutant der 1. Landwehrbrigade und später Hauptmann. Er war Rittergutsbesitzer und Herr auf Planitz (Mitlehnschaft 1828) und Koppershagen (ab 1831). 1843 bis 1851 war er Landschaftsrat im Regierungsbezirk Königsberg. 1850 wurde er kommissarisch Verwalter des Landratsamtes im Kreis Mohrungen und vom 8. Februar bis 27. Oktober 1851 dort definitiv Landrat. 1851 bis 1852 war er Landrat im Kreis Gerdauen.

## Politik
Er war Mitglied im Provinziallandtag der Provinz Preußen. 1847 und 1848 gehörte er dem Ersten bzw. dem Zweiten Vereinigten Landtag an. 1850 war er Mitglied des Volkshauses des Erfurter Unionsparlaments.